# Cavity
Cavity ist eine US-amerikanische Sludge-Band aus Miami, Florida. 

## Geschichte
Cavity wurde 1992 gegründet und veröffentlichte bis zu ihrer Auflösung elf Jahre später fünf Alben bei insgesamt fünf unterschiedlichen Plattenfirmen, darunter Man’s Ruin Records von Frank Kozik. Die Band fand 2015 wieder zusammen und veröffentlichte die Alben der Jahre 2017 und 2019 bei Valley King Records.

## Stil
In einer Besprechung zur Wiederveröffentlichung des Albums Laid Insignificant aus dem Jahr 1999 wurde der Stil der Band mit EyeHateGod, Iron Monkey und Floor verglichen.

## Diskografie
Alben
- 1995: Human Abjection (City of Crime Records)
- 1997: Somewhere Between the Train Station and the Dumping Grounds (Rhetoric Records)
- 1998: Supercollider (Man’s Ruin Records)
- 1999: Laid Insignificant (Bacteria Sour)
- 2001: On the Lam (Hydra Head Records)
- 2017: After Death (Valley King Records)
- 2019: Wraith (Valley King Records)